# 朝宮涼子
朝宮 涼子（あさみや りょうこ、1971年1月25日 - ）は日本のAV女優。カプセルエージェンシー所属。

## 出演作品
- 『義母 涼子』監督：（2007年10月13日、溜池ゴロー）
- 『極上貴婦人 朝宮涼子 祐理子』（2008年2月25日、ドリームステージ）
- 『母親失格 朝宮涼子 祐里子』（2008年2月25日、小林興業）
- 『義母奴隷』監督：溜池ゴロー（2008年3月13日、溜池ゴロー）
- 『美熟女コレクション 艶堂しほり 朝宮涼子』（2008年6月13日、溜池ゴロー）
- 『裏出張人妻調教』監督：速水健二（2008年10月13日、溜池ゴロー）
- 『義母4時間』（2009年4月1日、溜池ゴロー）他出演つかもと友希、高倉梨奈、浅宮ゆかり、坂本梨沙、白鳥美鈴
- 『美熟女コレクション』
- 『置き屋に堕ちた恩師の妻 Part.2 朝宮涼子』（2009年4月17日、大洋図書）
- 『夫の横で執拗な愛撫!悶える美熟女26人4時間』（2009年7月13日、溜池ゴロー）他25名出演
- 『美熟女100人8時間!』（2009年7月13日、溜池ゴロー）他多数出演
- 『極上貴婦人総集編』（2009年10月28日、ドリームステージ）他出演:小久保真樹、牧みどり、関口恵都子
- 『美熟女乱交8時間』（2009年12月13日、溜池ゴロー）他多数出演
- 『母親失格 総集編 四』（2010年1月30日、小林興業）他出演:相沢さゆり、上原優、梶原愛子
- 『義母奴隷 COMPLETE BEST 1』（2010年4月13日、溜池ゴロー）
- 『堕ちた人妻の雫』（2010年5月21日、大洋図書）他出演:翔田千里、松浦ユキ
- 『緊縛女郎蜘蛛』（2011年1月13日、妄想族）他出演:七瀬かすみ、桃果サキ
- 『溜池ゴロー五周年記念 大総集編 8時間 上巻』（2011年2月13日、溜池ゴロー）他多数出演
- 『極選4時間 エロ年増 3』（2011年5月13日、クリスタル映像）他多数出演
- 『ザ・レイプ映像 母と娘『親子丼』ナカ出しレイプ』（2012年6月25日、サイドビー）共演:桃瀬なつき
- 『禁断の母子姦通 息子のチ○ポはママのもの 3 』（2013年7月19日、クリスタル映像）他出演:村上涼子、進藤由紀乃、森田ひとみ
- 『性感レズエステ 5 女にイカされる汁だく熟女』（2013年8月16日、クリスタル映像）共演:沢村ゆうみ、羽月希、中島美和、真木今日子、本庄真弓
- 『熟女婚活パーティー』（2013年10月4日、クリスタル映像）共演:城野絵理香、水原薫子、山口真理、真咲南朋
- 『ヤリ目アラフォー同窓会』（2013年11月8日、クリスタル映像）共演:多田淳子、円城ひとみ、山口真理、篠原ケイ
- 『男性全身性感帯 改造実験室 一触即発！ 射精ボム』（2014年1月1日、MOTHERS ENTERTAINMENT PICTURES）共演:白鳥ゆな、緒方みずき
- 『世界で一番気持ちのいい銭湯』（2014年1月24日、クリスタル映像）共演:宮田はるみ、須藤百合、村上涼子、江角美樹子
- 『凌辱介護 美しき四十路人妻ヘルパーを強姦した鬼畜爺達　朝宮涼子』（2014年2月1日、熟女塾/エマニエル）